# 気持ちはつたわる
「気持ちはつたわる」（きもちはつたわる）は、BoAの日本での3枚目のシングル。

## 収録曲
1. 気持ちはつたわる
  - 作詞：康珍化／作曲：BOUNCEBACK／編曲：AKIRA
  - この曲の韓国語版は「FEELINGS DEEP INSIDE -마음은 전해진다」というタイトルで韓国での2.5集『MIRACLE』に収録されている。
  - ハロー!プロジェクトキッズオーディション2002において、当時小学生2年生の元℃-uteの鈴木愛理がこの曲を歌唱し、モーニング娘。のメンバーを驚かせた。
2. Next Step
  - 作詞：三原真紀／作曲・編曲：原田憲
3. Amazing Kiss（Groove That Soul Mix: English ver.）
  - 編曲：GTS
4. 気持ちはつたわる （Instrumental）
5. Next Step （Instrumental）

## 収録アルバム
- 1st ALBUM「LISTEN TO MY HEART」（M-1）
- BEST ALBUM「BEST OF SOUL」（M-1）

## タイアップ
気持ちはつたわる
- ロッテ「エアレ」CMソング
- TBS系『月極ワンダフル』テーマソング